# Legio V Parthica
La Legio V Parthica (Quinta legión «de Partia») fue una legión romana, creada por el emperador Diocleciano a finales del siglo III. Para entonces, sin embargo, ya no había ningún imperio parto, sino que Persia estaba dominada por los sasánidas. Se sabe que en el año 359 estaba acuartelada en Amida para defender el puente sobre el río Tigris, en la ruta entre Anatolia y Asiria. Los persas derrotaron a esta legión en el sitio de Amida y posiblemente desapareció entonces, ya que no se la menciona en la Notitia Dignitatum (h. 400).